# Angie Everhart
Angela Kay Angie Everhart (Akron, 7 de septiembre de 1969) es una actriz y modelo estadounidense que ha aparecido en varias ediciones de las revistas Sports Illustrated y Playboy.

## Carrera

### Inicios
Es hija de Ginnie y Bob Everhart. Empezó a modelar a los catorce años y en 1987 se graduó de la Universidad Firestone en Akron.

### Modelaje y cine
Everhart inició su carrera en el modelaje posando para revistas como Elle y Glamour. Hizo su debut en el cine en la película Last Action Hero de Arnold Schwarzenegger en 1993. A partir de allí ha aparecido en las películas Bordello of Blood (1996), Denial (1998), Mad Dog Time (1996), Gunblast Vodka (2000), Jade (1995), Executive Target (1997), Another 9½ Weeks (1997), Sexual Predator (2001), Bare Witness (2001), Wicked Minds (2002), Payback (2006), Bigfoot (2008) y Take Me Home Tonight (2011).

### Vida personal
Estuvo casada con Ashley Hamilton de 1996 a 1997. Sylvester Stallone y Angie Everhart estuvieron comprometidos en 1995, después se comprometió con el pintor italiano Luca Bestetti. Tuvo una relación sentimental con Joe Pesci, la cual terminó en el 2008. Angie Everhart estaba en una relación sentimental por segunda vez con el pintor italiano Luca Bestetti.